# Verner Lička
Verner Lička (často nesprávně uváděn jako Werner) (* 15. září 1954 Hlučín) je bývalý český fotbalista a současný trenér. Je bývalým generálním manažerem klubu FC Baník Ostrava. Jeho synové Marcel Lička a Mario Lička jsou rovněž fotbalisté.

## Úspěchy

### Hráčské
- zlato z LOH 1980
- bronz z ME 1980
- 3× vítěz československé ligy (1975/76, 1979/80, 1980/81)
- 2× nejlepší střelec československé ligy (1979/80, 1983/84)
- člen Klubu ligových kanonýrů

### Trenérské
- titul v polské Ekstraklase s Wislou Krakov (2005)[2]

## Prvoligová bilance
| Ročník                | Zápasy | Góly | Minuty | Klub                 |
| --------------------- | ------ | ---- | ------ | -------------------- |
| I. liga 1975/76       | –      | 0    | –      | TJ Baník OKD Ostrava |
| I. liga 1976/77       | –      | 3    | –      | TJ Baník OKD Ostrava |
| I. liga 1977/78       | 25     | 6    | –      | TJ Baník OKD Ostrava |
| I. liga 1978/79       | 30     | 11   | –      | TJ Baník OKD Ostrava |
| I. liga 1979/80       | 30     | 18   | –      | TJ Baník OKD Ostrava |
| I. liga 1980/81       | 24     | 9    | –      | TJ Baník OKD Ostrava |
| I. liga 1981/82       | 21     | 8    | –      | TJ Baník OKD Ostrava |
| I. liga 1982/83       | 28     | 10   | –      | TJ Baník OKD Ostrava |
| I. liga 1983/84       | 29     | 20   | –      | TJ Baník OKD Ostrava |
| I. liga 1984/85       | 21     | 11   | –      | TJ Baník OKD Ostrava |
| I. liga 1985/86       | 14     | 7    | –      | TJ Baník OKD Ostrava |
| I. belg. liga 1989/90 | 2      | 0    | –      | Germinal Ekeren      |
| CELKEM I. ČS. LIGA    | 254    | 103  | –      |                      |
| CELKEM I. BELG. LIGA  | 2      | 0    | –      |                      |

## Trenérská kariéra
V letech 1993–1998 působil jako asistent u české fotbalové reprezentace.
V červenci 2015 vedl český výběr fotbalistů bez angažmá pod hlavičkou ČAFH, který na mezinárodním evropském turnaji FIFPro vyhrál titul.
V dubnu 2016 se stal hlavním trenérem polského třetiligového klubu RKS Radomiak Radom, asistentem se stal jeho syn Marcel.